# Vass Imre (barlangkutató)
Vass Imre (Rozsnyó, 1795. június 4. – Sárospatak, 1863. március 20.) barlangkutató, földmérő.

## Élete
Életéről hiányosak az ismereteink, főleg barlangászati munkásságáról tudunk. A pesti mérnöki intézetben tanult és lett 1818-ban mérnök. Közel két évtizeden át Gömör és Kishont vármegye hites földmérőjeként tevékenykedett. A negyvenes években az éghetetlen háztető kérdése foglalkoztatta, és ilyen témájú találmányát igyekezett népszerűsíteni, eladni. Az 1848-49-es szabadságharcban mint hadmérnök vett részt: kiemelkedő mérnöki munkája volt a dorozsmai és a szegedi sánc készítése. 1850-ben császári és királyi mérnöknek nevezték ki.

## Barlangkutató tevékenysége

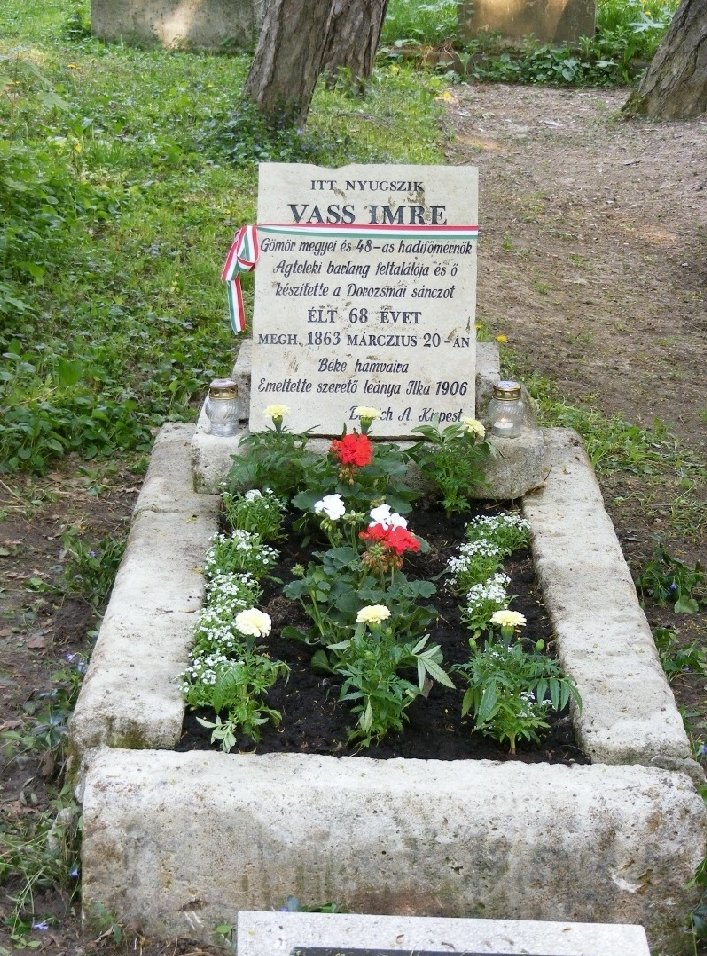
Vass Imre sírja Sárospatakon. Lieber Tamás fényképe.

Mint Raisz Keresztélynek, Gömör vármegye hites földmérőjének, a Baradla-barlang első ismertté vált kutatójának és felmérőjének hivatali utóda, gyakran járt a Baradla-barlangban, és kísérletet tett további járatok feltárására. 1825-ben – az évek óta tartó szárazságot kihasználva – átjutott a barlang Vaskapunak nevezett addigi végpontján, és 4,5 km hosszan feltárta a barlang fő ágát. Megsejtette a folytatást is, de oda a kutatók csak száz év múlva hatoltak be. A feltárás után a vármegye támogatásával gondosan felmérte a barlangot, alaprajzi és hosszmetszeti térképet szerkesztett róla, és elkészítette a barlang feletti terület térképét is. Hogy feltárását a köz számára is hozzáférhetővé tegye, a térképezés mellett elkészítette a barlang részletes leírását, ismertette a bejárható útvonalat és az ott látható nevezetességeket. Föld- és hegytudományi tanulmányokat folytatott, hogy megfelelő ismeretek alapján írja le a környék geológiai, hidrológiai viszonyait. Munkája nyomtatásban 1831-ben jelent meg magyar és német nyelven, a barlangot és a felszínt ábrázoló két térkép mellékletével. Ez az első magyar nyelvű, tudományos igényű barlangleírás. A Baradla-barlang mérnöki pontosságú térképe Vass Imre legjelentősebb tudománytörténeti értékű műve.

## Emlékezete
- A tiszteletére Jósvafőn barlangot neveztek el róla (Vass Imre-barlang).
- A nevét Aggteleken utca viseli. A Baradla-barlang aggteleki főbejáratánál egy emléktáblát helyeztek el a tiszteletére.
- Lásd még: Vass Imre-érem, Vass Imre-emléklap és Vass Imre-kutatóállomás.
- A sírja a Sárospataki református temetőben van. Az elhanyagolt sírt 2011-ben a Benedek Endre Barlangkutató és Természetvédelmi Egyesület tagjai hozták rendbe. A munkához a Magyar Karszt- és Barlangkutató Társulat nyújtott támogatást.
- 2021 óta nevét viseli a 378920 Vassimre kisbolygó.[2][3]

## Főbb művei
- Az Agteleki barlang leírasa, fekte terűletével, talprajzolatjával és hosszába való áltvágásával két táblában. Pest, Landerer nyomda, 1831. [MEK]
- A fenti munka barlangtérképpel [barlang.hu]
- Neue Beschreibung der Agteleker Höhle des Gömörer Comitates in Ungarn, sammt Grundriss, Durchschnitt und Situations Plan. Pest, Landerer nyomda, 1831. [MEK]

## További irodalom
- Székely Kinga: Adalékok Vass Imre életéhez és munkásságához. Karszt- és Barlangkutatás, 1981–1995. (X. évfolyam) 19–26. old.
- Török Enikő: „Gömör ’s hazánk alvilágának“ felmérője: Vass Imre mérnök. Catastrum, 5. (2018) 2. sz. 3–17. old.
- Török Enikő: A Vaskaputól a Pokolig – az Aggteleki-barlang egyik szakaszának felfedezője: Vass Imre. MNL OL, A hét dokumentuma 2025.